# Антипинская (Шенкурский район)
Антипинская — нежилая деревня в Шенкурском районе Архангельской области. Входит в состав муниципального образования «Шеговарское».

## География
Деревня расположена в южной части Архангельской области, в таёжной зоне, в пределах северной части Русской равнины, в 48 километрах на север от города Шенкурска, на правом берегу реки Вага при впадении в неё притока Муланда. Ближайшие населённые пункты: на северо-западе деревня Самотворовская, на юге деревня Селезневская.
Часовой пояс
Антипинская, как и вся Архангельская область, находится в часовой зоне МСК (московское время). Смещение применяемого времени относительно UTC составляет +3:00.

## Население
| 2002 | 2010 | 2012 |
| ---- | ---- | ---- |
| 0    | →0   | →0   |

## История
Указана в «Списке населённых мест по сведениям 1859 года» в составе Шенкурского уезда(2-го стана) Архангельской губернии под номером «2282» как «Антипинская (Малая Муланда)». Насчитывала 11 дворов, 50 жителей мужского пола и 65 женского.
В «Списке населенных мест Архангельской губернии к 1905 году» деревня Антипинская (М.Муланда) насчитывает 22 двора, 104 мужчины и 108 женщин. В административном отношении деревня входила в состав Шеговарского сельского общества Предтеченской волости.
В марте 1918 года деревня оказывается в составе Шеговарской волости, выделившейся из Предтеченской. На 1 мая 1922 года в поселении 39 дворов, 82 мужчины и 103 женщины.